# Fresh Kill
Pour plus de détails, voir Fiche technique et Distribution.
Fresh Kill est un film dramatique américain réalisé en 1994.

## Fiche technique
- Titre : Fresh Kill
- Titre original :
- Réalisation : Shu Lea Cheang
- Scénario : Jessica Hagedorn
- Décors :
- Costumes :
- Musique : Vernon Reid
- Photographie : Jane Castle
- Montage :
- Production : Jennifer Fong
- Société de distribution :
- Budget :
- Pays de production :  États-Unis
- Format : Couleurs
- Genre : Drame
- Durée : 79 minutes
- Dates de sortie :
  - États-Unis : 23 avril 1994
  - Canada : 16 septembre 1994
  - France : 25 novembre 2004

## Distribution
- Sarita Choudhury : Shareen Lightfoot
- Erin McMurtry
- Abe Lim
- José Zúñiga
- Laurie Carlos
- Will Kempe
- Nelini Stamp
- Rino Thunder
- Ron Vawter
- Kate Valk
- Robbie McCauley
- Karen Finley
- George C. Wolfe